# Ohey
Ohey är en kommun i Belgien.   Den ligger i provinsen Namur och regionen Vallonien, i den centrala delen av landet, 70 km sydost om huvudstaden Bryssel. Antalet invånare är 4 625.
Trakten runt Ohey består till största delen av jordbruksmark. Runt Ohey är det ganska tätbefolkat, med 83 invånare per kvadratkilometer.